# Église de Pattijoki
L’église de Pattijoki (finnois : Pattijoen kirkko) est une église luthérienne  située à Pattijoki dans la municipalité de Raahe en Finlande,.

## Description
Conçue par l’architecte Josef Stenbäck, l'église en béton crépi est construite en 1912 .
Elle est d'influence Jugend. 
L'église a 250 sièges et a une surface au sol de 250 m2.
Les orgues à 11 jeux sont fournis par la fabrique d'orgues Tuomi en 1977.
Le retable sculpté représente le Golgotha.